# فرنسيس تورنر (لاعب كريكت)
فرنسيس تورنر (3 سبتمبر 1894 - 18 أكتوبر 1954 في المملكة المتحدة) (بالإنجليزية: Francis Turner)‏ هو لاعب كريكت بريطاني (وحمل سابقاً جنسية المملكة المتحدة لبريطانيا العظمى وأيرلندا).